# Governació d'Assuan
La governació d'Assuan (àrab: محافظة أسوان, muḥāfaẓat Aswān) és una de les governacions o muhàfadhes d'Egipte, la més meridional de l'Alt Egipte, i la seva capital és Assuan. Limita al nord amb la governació de Qena, a l'est amb la de la Mar Roja, a l'oest amb la de Wadi al Jadid, i al sud amb el Sudan. L'any 2006 tenia 1.184.432 habitants.